# 삼산동 대성 스카이렉스
삼산동 대성 스카이렉스(영어: Daesung samsandong Sky Rex)는 대한민국 울산광역시 남구 삼산동에 위치한 주상복합 단지다.

## 같이 보기
- 울산광역시의 마천루 목록